# La verbena (película)
La verbena es un cortometraje español de 2024 dirigido por Rubén Sánchez Martín.

## Argumento
Dentro de la historia de un chico, Álex (Gabriel d'Almeida Freitas) conocido por Matthias y Maxime, se reúne con sus amigos en un fiesta en una terraza de Barcelona. En una atmósfera juvenil, aunque también rodeados de amigos, busca pasárselo bien. Pero después, Álex pasará un episodio doloroso a consecuencia de la noticia que Mark, su íntimo amigo, le dirá algo que cambiará su vida para siempre.

## Producción
La verbena fue rodada en agosto de 2024 en Barcelona. El corto fue producido por Carla Films. La verbena pretendía, según el autor hablar sobre un tipo de amor muy específico y sobre la identidad sexual, inspirándose en películas de temática lgtb. La producción se centró en una cena de verano donde Alex y Anna anunciaban que eran padres frente a Mark.